# Корсаков, Владимир Николаевич
Владимир Николаевич Корсаков (1853 —1900) — русский врач.

## Биография
Закончил Медико-хирургическую академию в 1878, затем служил преимущественно в земских учреждениях. С 1885 редактировал «Земскую медицину». Написал: «К насущным вопросам земской школы» («Русское Богатство», 1880); «Лёгочная чахотка и южные берега Крыма как климатолечебная местность» (Симферополь, 1881); «Крым и его целебные свойства, 1783—1883. В память столетия присоединения Крыма к России» (СПб., 1883); «Молокане» («Русский вестник», 1886) и многие другие произведения.